# Hulladékhierarchia

Hulladékhierarchia

A hulladékhierarchia a hulladékok kezelésének lehetőségeit mutatja. A legkedvezőbb megoldásoktól haladva a kedvezőtlenebb lehetőségek felé. A hulladékkezelés felosztásnak több változata ismert: az Európai Unió az ötlépcsős hulladékhierarchia fogalmát fogadta el, de gyakori még az ún. 3R (reduce – reuse – recycle) felosztás is.

## Lábegyzetek
1. ↑  Az Európai Parlament és a Tanács 2008/98/EK irányelve (2008. november 19.) a hulladékokról, 4. cikk (1) bekezdés